# Castle Bank & Trust (Bahamas)
Castle Bank & Trust (Bahamas) Ltd. var en bahamansk bank som var verksam mellan 1964 och 1977. Banken omgärdades ständigt med spekulationer, dels att kunder använde banken för att smita från beskattning. Dels att den amerikanska underrättelsetjänsten Central Intelligence Agency (CIA) använde den som en frontorganisation för att tvätta pengar på stor skala, i syfte att finansiera sina hemliga uppdrag.
Den grundades den 8 oktober 1964 i Freeport av Paul Helliwell, tidigare anställd hos CIA:s föregångare Office of Strategic Services (OSS), och advokaten Burton Kanter. På tidigt 1970-tal drog den amerikanska federala skattemyndigheten Internal Revenue Service (IRS) igång Operation Tradewinds och Project Haven och granskade banken. De fann att 308 amerikaner hade placerat uppemot en kvarts miljard amerikanska dollar, de flesta var offentliga personer och förmögna medan vissa hade också kopplingar till organiserad brottslighet. IRS tvingades dock lägga ner sin utredning på grund av ej korrekt utförd informationsinhämtning av federal domstol. USA:s justitiedepartement startade själv en utredning men den lades ner rätt så snabbt. Ingen, vare sig på banken eller kunderna, blev åtalade. År 1977 stängde banken ner sina verksamheter på Bahamas och Caymanöarna och flyttade till Panama, det är dock oklart vad som hände med Castle Bank & Trust efter det. Fyra år senare hävdade reportern Jim Drinkhall vid The Washington Post att USA:s justitiedepartement hade en lista på bankkunder som de legalt kom över, trots detta ville de inte gå vidare med det på grund av påtryckningar från CIA.
Ett urval av bankkunderna var bland andra Tony Curtis, Bob Guccione, Hugh Hefner samt bandmedlemmarna ur Creedence Clearwater Revival.